# Kombinat Metallaufbereitung

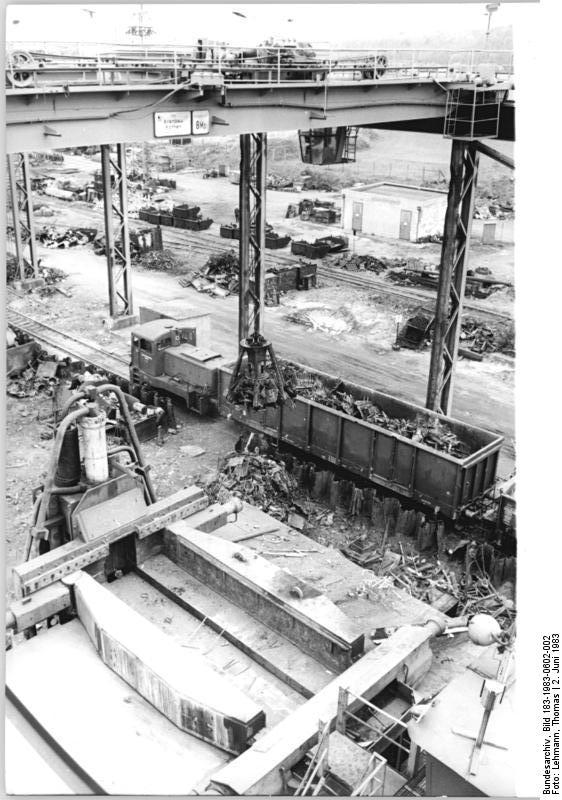
Schrottaufbereitung in Halle.

Der VEB Kombinat Metallaufbereitung Halle (MAB) wurde 1981 gegründet und war ein Kombinat in der Deutschen Demokratischen Republik.
Das Kombinat war – ergänzend zum Kombinat Sekundär-Rohstofferfassung (SERO), das hauptsächlich aber nicht ausschließlich nichtmetallische Sekundärrohstoffe erfasste – für die Erfassung von Altmetallen zuständig und betrieb hierzu 11 Hauptbetriebe in Halle, Rostock, Brandenburg, Eberswalde, Berlin, Magdeburg, Erfurt, Dresden, Zwickau, Leipzig und Dessau sowie 165 Nebenbetriebe. Altmetalle aus Haushalten wurden auch über SERO aufgekauft und zur Aufbereitung an MAB geliefert. Der Fokus von MAB lag auf der Erfassung von Schrotten aus der Industrie. Abgesehen vom Aufkauf der metallischen Sekundärrohstoffe wurden unter anderem Schrottaufbereitungsanlagen betrieben, Elektromotoren und Kabel aufbereitet, hochlegierte Stahlschrotte sortiert, Hartmetallschrotte aufbereitet und Silber aus alten Filmen und Fixierbädern zurückgewonnen. Das aufbereitete Material wurde durch das Kombinat Metallaufbereitung an Stahlwerke und Hüttenbetriebe zur Weiterverarbeitung geliefert.
Das Kombinat unterstand dem Ministerium für Erzbergbau, Metallurgie und Kali. Weitere zentralgeleitete Kombinate dieses Bereichs können in der Liste von Kombinaten der DDR eingesehen werden.

## Geschichte
Der VEB Kombinat Metallaufbereitung Halle wurde 1981 gegründet und hatte über die Republik verteilt mehrere Betriebe. MAB ersetzte im Zuge der vorangetriebenen Verstaatlichung und Monopolisierung die Privatbetriebe und genossenschaftlichen Betriebe im Bereich des Altmetallhandels, die bis in die 1970er Jahre hinein existierten.
Im Zuge der Wende und der anschließenden Wiedervereinigung wurde das Kombinat 1990 aufgelöst und seine Betriebe wurden privatisiert.

## Trivia
Unter dem Markennamen MAB mobile produzierte das Kombinat Metallaufbereitung ab 1984 Spielzeug-Militärfahrzeuge aus Zinkdruckguss. Diese wurden auf Gussformen des VEB Plasticart Annaberg-Buchholz hergestellt. Ab 1988 wurden auch Tatra 815-Spielzeugfahrzeuge in verschiedenen Versionen gefertigt.